# Elecciones parlamentarias de Georgia de 2024
Las elecciones parlamentarias de Georgia de 2024 se realizaron el 26 de octubre para elegir a los 150 miembros del Parlamento. Las elecciones se llevaron a cabo bajo las reglas aprobadas en 2017 a través de las enmiendas constitucionales que cambiaron el sistema electoral hacia una representación totalmente proporcional con un umbral electoral del 5%. El partido gobernante Sueño Georgiano buscó un cuarto periodo en el cargo. Esta sería la primera vez en la historia de Georgia que un partido lo hace.
Las elecciones estuvieron precedidas por las protestas georgianas de 2023 por la controvertida legislación que exige que las organizaciones que reciben financiación extranjera se registren como "agentes extranjeros", lo que ha provocado acusaciones de autoritarismo.Esta ley ha tensado las relaciones con la Unión Europea y los Estados Unidos iniciando una variedad de medidas contra la ley, como designaciones de visas estadounidenses y sanciones financieras contra varios funcionarios georgianos, congelando de facto el estatus de candidato a la membresía de la Unión Europea para Georgia y la propuesta de Ley MEGOBARI del Congreso de los Estados Unidos y la Ley del Pueblo Georgiano. Sin embargo, algunos analistas han criticado estas medidas como una interferencia en los asuntos internos de Georgia con el fin de proteger la gran red de ONG financiadas por Occidente en Georgia.
Tras la jornada electoral, la presidenta Salomé Zurabishvili, los partidos de oposición y observadores internacionales afirmaron que las elecciones habían sido irregulares y fraudulentas.
Las denuncias de fraude provocaron una jornada de protestas en la capital Tiflis y en todo el país.

## Antecedentes

### Contexto político de Georgia
En el momento de las elecciones, Sueño Georgiano había sido el partido gobernante en Georgia desde que derrotó al Movimiento Nacional Unido (UNM) del entonces presidente Míjeil Saakashvili en las elecciones parlamentarias de 2012. Al anunciar sus planes de seguir una política de adhesión a la Unión Europea y a la OTAN, Sueño Georgiano también ha profesado un enfoque más conciliador hacia Rusia en comparación con sus oponentes antirrusos.
Sin embargo, la tensión geopolítica tras la invasión rusa de Ucrania y el Conflicto del Alto Karabaj han dificultado el mantenimiento de un acto de equilibrio, en medio de las declaraciones de los políticos ucranianos de que Georgia habría "ayudado mucho" a Ucrania abriendo un "segundo frente" contra Rusia.
A inicios de 2024, Georgia volvió a experimentar una importante crisis política y social debido a la reintroducción de la ley de "agentes extranjeros", que muchos ciudadanos percibieron como una amenaza a las libertades civiles y los principios democráticos. El líder de la mayoría parlamentaria Mamuka Mdinaradze dijo que la razón para la reintroducción del proyecto de ley era la continua circulación de fondos ilícitos en el país a través de organizaciones no gubernamentales y la financiación extranjera encubierta de actividades políticas. El 8 de abril, la Oficina del Parlamento de Georgia registró el proyecto de ley para su debate parlamentario.Los opositores al proyecto dijeron que la ley, que requiere que las organizaciones e individuos que reciben financiación extranjera se registren como "organizaciones que defienden los intereses de una potencia extranjera", era una medida para reprimir el disenso y limitar las actividades de las ONG y los medios de comunicación independientes. En todo el país se produjeron protestas y los manifestantes exigieron la derogación de la ley y la "protección de las libertades democráticas". La respuesta del gobierno a las protestas fue variada: hubo algunos intentos de dialogar, aunque se denunciaron numerosos casos de violencia policial.
El 11 de mayo tuvo lugar una manifestación de protesta sin precedentes, considerada por muchos como la más grande en la historia de Georgia. A pesar de la lluvia, decenas de miles de personas se reunieron en cuatro lugares clave de Tiflis como la Plaza de la Primera República, el metro Marjanishvili, el metro Aragveli 300 y la avenida Tsereteli. Los manifestantes marcharon a lo largo de ambas orillas del río Kurá, y las cuatro corrientes de manifestantes convergieron simbólicamente en la Plaza Europa en Meteji para celebrar el Día de Europa. Se estima que participaron al menos 169.000 personas, y algunos informes indican que hubo un número máximo de 200.000 o incluso 300.000. Los manifestantes y otros críticos al gobierno, incluidos la Unión Europea y los países occidentales, se manifestaron en contra del proyecto de ley, argumentando que sofocaría la democracia y la libertad de prensa en Georgia y comparándolo con la ley de agentes extranjeros rusa.Los funcionarios de la Unión Europea y de Estados Unidos han expresado abiertamente su oposición al proyecto de ley, considerando que "Georgia no necesita esta ley" y que su aprobación a pesar de los reiterados llamamientos de la Unión Europea "para que se retracte de dicha legislación" era inaceptable.Los defensores del proyecto de ley negaron esta caracterización, afirmando que iba a garantizar la transparencia de la financiación extranjera y protegería la soberanía de Georgia de la influencia extranjera maligna. El Poder Popular argumento que la ley protegería la democracia y la soberanía de Georgia de la interferencia extranjera a través del financiamiento de ONG con el objetivo de promover agendas extranjeras. Algunos también han criticado a la Unión Europea y a los Estados Unidos por interferir en los asuntos internos de Georgia y socavar su poder soberano para aprobar sus propias leyes, y chantajear a Georgia con el estatus de candidato a la Unión Europea y las sanciones estadounidenses para mantener su derecho a interferir en la capacidad soberana de Georgia a través de una financiación extranjera "ilimitada" y "no revelada" de las ONG. También han hecho hincapié en que las ONG locales deberían ser de base y no depender de una financiación extranjera.
En agosto de 2024, el primer ministro, Irakli Kobajidze, dijo que esperaba que las elecciones se celebraran en el contexto de una interferencia extranjera "sin precedentes" y "perturbadora". Su expectativa también fue compartida por la presidenta del Parlamento, Shalva Papuashvili, quien citó el evento "Festival de la Democracia" patrocinado por el gobierno danés, organizado por la organización sin fines de lucro Centro Europeo del Este para la Democracia Multipartidaria en Telavi, presentando pancartas exigiendo la liberación del expresidente Míjeil Saakashvili de la prisión. Dijo que la financiación extranjera se canalizaba a la política georgiana con el fin de realizar campañas electorales a favor de los partidos de oposición radical contra el partido gobernante.

### Carta de Georgia
Tras las protestas en Georgia de 2023 contra la ley de agentes extranjeros, la presidenta del país Salomé Zurabishvili promovió la Carta de Georgia, un plan para la próxima legislatura con el objetivo de satisfacer las demandas de los manifestantes y acercar al país a la Unión Europea. Muchos partidos de la oposición al gobierno de Sueño Georgiano se adhirieron al estatuto el 4 de junio de 2024. El plan incluye la formación de un gobierno temporal después de las elecciones para implementar reformas clave destinadas a "mejorar los procesos democráticos y alinear a Georgia más estrechamente con los estándares europeos", después de lo cual se celebrarán nuevas elecciones generales. Los principales objetivos de la Carta incluye la derogación de leyes que la oposición considera obstáculos a la integración europea y la realización de importantes reformas judiciales y electorales para garantizar "un proceso justo y democrático".
Zurabishvili destacó que las elecciones parlamentarias de octubre deberían centrarse en la cuestión de "qué dirección debe tomar el país, y no en qué individuos o partidos deben ser elegidos". Afirmó que las elecciones de 2024 actuarán efectivamente como un referéndum sobre si Georgia busca una integración más estrecha con Europa.

## Programas de campaña y partidos

### Sueño Georgiano
El 21 de agosto de 2024, el partido gobernante Sueño Georgiano anunció oficialmente el inicio de su campaña preelectoral. El primer evento de la campaña se lanzó en la ciudad de Mtsjeta el 22 de agosto.El segundo acto de campaña tuvo lugar en Ambrolauri, en la región de Racha-Lechjumi y Baja Esvanetia.El primer ministro georgiano, Irakli Kobajidze, que dirige la oficina electoral del partido gobernante, anunció los delegados que dirigirán la campaña electoral del partido. Kobajidze añadió que todos los delegados estarían presentes en la lista electoral del partido gobernante y representarían a sus ciudades y regiones en el Parlamento georgiano. Poco después, el presidente del Gobierno de la República Autónoma de Adjara, Tornike Rizhvadze, presentó a los delegados del partido gobernante para dirigir la campaña para las elecciones al Consejo Supremo de Adjara, que se celebran junto con las elecciones al Parlamento de Georgia.

### Alianza de los Patriotas
El 10 de junio de 2024, Alt Info anunció que había llegado a un acuerdo con la Alianza de Patriotas para presentarse a las elecciones parlamentarias de octubre a través de su lista electoral, evitando así la cancelación del registro de su propia rama política por parte de las autoridades.

### Movimiento Nacional Unido
El Movimiento Nacional Unido firmó el 8 de julio de 2024 un acuerdo para acudir a las elecciones al parlamento de 2024 en coalición con Constructor de Estrategia llamada Unidad-Movimiento Nacional.El 9 de julio de 2024, Girchi-Más Libertad, Droa! y Ajali firmaron un acuerdo para acudir a las elecciones de 2024 en coalición.Unos días después, el 17 de julio de 2024, Lelo por Georgia firmó un acuerdo de coalición con Para la Gente y el movimiento Plaza de la Libertad.El 16 de julio, Mamuka Mdinaradze, secretario ejecutivo de Sueño Georgiano, anunció durante su discurso en la apertura de la campaña electoral que el Poder Popular participará en las elecciones parlamentarias con una lista común junto con el partido gobernante.

### Georgia Fuerte
Tras unas largas negociaciones, Aleko Elisashvili y Ciudadanos se unieron a la coalición Georgia Fuerte el 13 de agosto. El 17 del mismo mes, Georgia Europea se unió a la coalición de MNU, Unidad-Movimiento Nacional, al igual que el partido Ley y Justicia.Por su parte, el día 18 se confirmó la inclusión del Partido Republicano de Georgia y del escritor Oktai Kazumovi.
La Comisión Electoral Central de Georgia se negó a registrar a los partidos Socialistas Europeos, Tavisupleba, Unión de Tradicionalistas Georgianos y Generaciones de Georgia, al no presentar las 25 mil firmas de votantes para la inscripción. Junto con ellos, se les negó el registro a otros 7 partidos, por lo que no participarán en las elecciones.
El 16 de septiembre, la presidenta Salomé Zourabichvili destacó la necesidad de un “tercer centro positivo” para ofrecer a los votantes indecisos y de tendencia opositora una opción más clara y anunció una reunión al día siguiente para completar los flecos finales de la negociación para una coalición entre la coalición Georgia Fuerte y Para Georgia de Giorgi Gajaria.Sin embargo, las negociaciones terminaron fracasando por distintas desavenencias, aunque ambos afirmaron haber sentado las bases de una futura colaboración. Ese mismo día, Tariel Nakaidze (líder de Regiones para Georgia) afirmó que su partido iría en la lista de Chven.

### Para Georgia
El 25 de septiembre, Para Georgia presentó su lista electoral, en la que concurrían varios exdiputados de Sueño Georgiano entre 2016 y 2020, y el líder del Partido Conservador de Georgia. Por su parte, Georgia Fuerte confirmó en un acto en Gori que el cuarto presidente del país, Giorgi Margvelashvili, se había unido a la coalición. En el acto, el expresidente afirmó que la coalición era "lo que los votantes han estado esperando durante mucho tiempo, diferente de las dos fuerzas políticas pasadas" .Al presentar su lista electoral, Alianza de Patriotas tenía integrada en ella a personas ligadas a Idea Georgiana y al Movimento Cristiano-Democrático en figuras como sus líderes, Levan Chachua y Gocha Jojua, respectivamente.A su vez, partidos como Por la Justicia o el Partido Verde de Georgia confirmaron que no participarían en las elecciones parlamentarias de 2024 por la barrera electoral del 5% y para facilitar el voto a opciones proeuropeas.

## Sistema electoral
El Parlamento de Georgia está compuesto por 150 miembros que son elegidos por un período de cuatro años. 
Como se estipula en las enmiendas constitucionales que se adoptaron el 26 de septiembre de 2017, las elecciones de 2024 marcarán el paso a un sistema totalmente proporcional con un umbral mínimo del 5% para que los partidos entren en el parlamento.Para el sistema proporcional se está aplicando un método de distribución de escaños similar al utilizado en elecciones anteriores.Para las elecciones de 2024, el método implica multiplicar el número de votos por 150 y luego dividirlo por la suma de los votos recibidos por todos los partidos que superaron el umbral del 5% (incluidos los votos del partido para el que se determina el número de escaños con este cálculo) para determinar el número de escaños que obtendrá el partido en el parlamento. Si después de estos cálculos para todos los partidos, el número total de escaños distribuidos sigue siendo inferior a 150, los escaños restantes se distribuirán proporcionalmente entre los partidos que superaron el umbral del 5%.
El 6 de febrero de 2023, la Comisión Electoral Central de Georgia adoptó un decreto que introduce un sistema electrónico de registro y votación de votantes en la mayoría de los centros de votación.

## Encuestas de opinión
| Fecha                                  | Empresa            | SG-PP                   | SG-PP           | Unidad-MN | Unidad-MN | Unidad-MN | Georgia Fuerte | Georgia Fuerte | Georgia Fuerte | Coalición para el Cambio | Coalición para el Cambio | Coalición para el Cambio | SLP  | APG-MC | APG-MC      | Girchi | PG    | Otros/NA | Ventaja |    |     |   |     |
| Fecha                                  | Empresa            | SG                      | PP              | MNU       | CE        | GE        | Lelo           | PlG            | Cs             | Girchi-MF                | Droa!                    | Ajali                    | SLP  | APG    | MC/Alt Info | Girchi | PG    | Otros/NA | Ventaja |    |     |   |     |
| -------------------------------------- | ------------------ | ----------------------- | --------------- | --------- | --------- | --------- | -------------- | -------------- | -------------- | ------------------------ | ------------------------ | ------------------------ | ---- | ------ | ----------- | ------ | ----- | -------- | ------- | -- | --- | - | --- |
| Fecha                                  | Empresa            | 1-18 de octubre de 2024 | Edison Research | 34%       | 34%       | 18%       | 18%            | 18%            | 10%            | 10%                      | 10%                      | 14%                      | 14%  | 14%    | 5%          | 3%     | 3%    | Otros/NA | Ventaja | 4% | 11% | 1 | 16% |
| 12-21 de octubre de 2024               | GORBI              | 60,2%                   | 60,2%           | 15,4%     | 15,4%     | 15,4%     | 3,3%           | 3,3%           | 3,3%           | 9%                       | 9%                       | 9%                       | 2%   | 1,9%   | 1,9%        | 2,8%   | 2,9%  | 2.5      | 44,8%   |    |     |   |     |
| 11-20 de octubre de 2024               | Savanta            | 35%                     | 35%             | 16%       | 16%       | 16%       | 9%             | 9%             | 9%             | 19%                      | 19%                      | 19%                      | 2%   | 3%     | 3%          | 3%     | 8%    | 5        | 16%     |    |     |   |     |
| 29 de septiembre-8 de octubre de 2024  | Savanta            | 36%                     | 36%             | 14%       | 14%       | 14%       | 8%             | 8%             | 8%             | 18%                      | 18%                      | 18%                      | 2%   | 3%     | 3%          | 3%     | 10%   | 6        | 18%     |    |     |   |     |
| 18-30 de septiembre de 2024            | GORBI              | 59,5%                   | 59,5%           | 13,6%     | 13,6%     | 13,6%     | 4,5%           | 4,5%           | 4,5%           | 10,3%                    | 10,3%                    | 10,3%                    | –    | 2,5%   | 2,5%        | 2,7%   | 3,8%  | 3.1      | 45,9%   |    |     |   |     |
| 17-29 de septiembre de 2024            | Edison Research    | 33%                     | 33%             | 19%       | 19%       | 19%       | 12%            | 12%            | 12%            | 13%                      | 13%                      | 13%                      | 4%   | 3%     | 3%          | 4%     | 11%   | 1%       | 14%     |    |     |   |     |
| 10-22 de septiembre de 2024            | Edison Research    | 32%                     | 32%             | 20%       | 20%       | 20%       | 9,9%           | 9,9%           | 9,9%           | 11,9%                    | 11,9%                    | 11,9%                    | 5%   | 3,6%   | 3,6%        | 4,7%   | 11,9% | 1%       | 12%     |    |     |   |     |
| 1-15 de septiembre de 2024             | Edison Research    | 32,3%                   | 32,3%           | 20%       | 20%       | 20%       | 9,3%           | 9,3%           | 9,3%           | 10,9%                    | 10,9%                    | 10,9%                    | 5,1% | 3,6%   | 3,6%        | 6%     | 10,5% | 2,7%     | 12,3%   |    |     |   |     |
| 29 de agosto-8 de septiembre de 2024   | Edison Research    | 34%                     | 34%             | 19,2%     | 19,2%     | 19,2%     | 9,8%           | 9,8%           | 9,8%           | 9,1%                     | 9,1%                     | 9,1%                     | 5,1% | 3%     | 3%          | 5,9%   | 10,6% | 3,3%     | 14,8%   |    |     |   |     |
| 24 de julio–4 de agosto de 2024        | GORBI              | 59,3%                   | 59,3%           | 13,1%     | 13,1%     | 2,2%      | 5,8%           | 5,8%           | -              | 5,5%                     | 5,5%                     | 5,5%                     | -    | 3%     | 3%          | 2,1%   | 4,8%  | 4,2%     | 46,2%   |    |     |   |     |
| 11-24 de julio de 2024                 | Edison Research    | 32,4%                   | 32,4%           | 17,3%     | 17,3%     | 1,9%      | 12,8%          | 12,8%          | 2,2%           | 9,9%                     | 9,9%                     | 9,9%                     | 3,3% | 2,6%   | 2,6%        | 5,2%   | 11,2  | 1,3%     | 15,1%   |    |     |   |     |
| Junio-julio de 2024                    | ISSA               | 34,4%                   | 0,8%            | 16,9%     | 16,9%     | 4,4%      | 8%             | 2,3%           | 1,6%           | 5,1%                     | 5,1%                     | 12,4%                    | 1,8% | 2,1%   | 0,9%        | 1,9%   | 6,9%  | 0,3%     | 17,5%   |    |     |   |     |
| 1-10 de abril de 2024                  | ISSA               | 37,4%                   | 0,6%            | 18,8%     | 18,8%     | 2,3%      | 4,7%           | 1,8%           | 2,2%           | 1,7%                     | 1,7%                     | 13,8%                    | 2,7% | 0,6%   | 2,2%        | 1,7%   | 5,2%  | 4,3%     | 18,6%   |    |     |   |     |
| 11-18 de marzo de 2024                 | Gorbi              | 60,4%                   | -               | 12,6%     | 12,6%     | 4,5%      | 4,7%           | -              | 0,6%           | 3%                       | 3%                       | 1,6%                     | 0,6% | 0,9%   | -           | 1,4%   | 3,7%  | 6%       | 47,8%   |    |     |   |     |
| 1-22 de diciembre de 2023              | Edison Research    | 36,6%                   | 2,5%            | 21,5%     | 21,5%     | 0,7%      | 6,7%           | 3,7%           | 1,7%           | 5%                       | 5%                       | -                        | 2.1% | 1,7%   | 3%          | 2,9%   | 8,8%  | 0,5%     | 15,1%   |    |     |   |     |
| 20 octubre-6 de noviembre de 2023      | Edison Research    | 37%                     | 3%              | 21%       | 21%       | 1%        | 5%             | 4%             | 3%             | 4%                       | 4%                       | -                        | 3%   | 2%     | 3%          | 4%     | 9%    | 1%       | 26%     |    |     |   |     |
| 30 de septiembre-20 de octubre de 2023 | Gorbi              | 55%                     | -               | 20%       | 20%       | 3%        | 4%             | -              | 1%             | 4%                       | 4%                       | -                        | 1.9% | 2%     | -           | 1%     | 3%    | 5%       | 35%     |    |     |   |     |
| 14 de septiembre-14 de octubre de 2023 | IRI                | 25%                     | 1%              | 16%       | 16%       | 1%        | 2%             | 2%             | 2%             | 2%                       | 2%                       | -                        | 3%   | 1%     | 1%          | 3%     | 4%    | 1%       | 9%      |    |     |   |     |
| 7-24 de septiembre de 2023             | Edison Research    | 37%                     | 3%              | 22%       | 22%       | 1%        | 4%             | 4%             | 2%             | 4%                       | 4%                       | -                        | 3%   | 1%     | 3%          | 4%     | 10%   | <1%      | 15%     |    |     |   |     |
| 25 de mayo-14 de junio de 2023         | Edison Research    | 37%                     | 2%              | 25%       | 4%        | 1%        | 3%             | 3%             | 2%             | 4%                       | 2%                       | -                        | 3%   | 1%     | 2%          | 3%     | 6%    | -        | 12%     |    |     |   |     |
| 22 de abril-7 de mayo de 2023          | GORBI              | 53%                     | -               | 19%       | 4%        | 2%        | 2%             | -              | 2%             | 3%                       | -                        | -                        | 3%   | 2%     | -           | 1%     | 2%    | 7%       | 34%     |    |     |   |     |
| 17-23 de marzo de 2023                 | NDI                | 20%                     | -               | 5%        | -         | -         | -              | -              | -              | -                        | -                        | -                        | -    | -      | -           | -      | -     | 6%       | 15%     |    |     |   |     |
| 4-23 de marzo de 2023                  | IRI                | 19%                     | <1%             | 14%       | 2%        | 1%        | 2%             | 2%             | 2%             | 3%                       | 1%                       | -                        | 2%   | <1%    | 1%          | 2%     | 3%    | <1%      | 5%      |    |     |   |     |
| 3-20 de diciembre de 2022              | NDI                | 25%                     | -               | 6%        | 1%        | -         | 1%             | 1%             | 1%             | 2%                       | 1%                       | -                        | 2%   | 1%     | 1%          | 1%     | 2%    | -        | 19%     |    |     |   |     |
| 17-30 de noviembre de 2022             | GORBI              | 52%                     | -               | 23%       | 3%        | 3%        | 3%             | -              | 2%             | 3%                       | -                        | -                        | 1%   | 3%     | -           | 2%     | 1%    | 4%       | 29%     |    |     |   |     |
| 13 de septiembre-2 de octubre de 2022  | IRI                | 25%                     | -               | 12%       | 1%        | -         | 2%             | 2%             | 1%             | 3%                       | 2%                       | -                        | 2%   | 2%     | 1%          | 2%     | 3%    | 2%       | 13%     |    |     |   |     |
| 4-24 de marzo de 2022                  | IRI                | 31%                     | -               | 16%       | 2%        | -         | 2%             | 2%             | 1%             | 1%                       | 2%                       | -                        | 2%   | 1%     | 1%          | -      | 4%    | 2%       | 15%     |    |     |   |     |
| Elecciones de 2020                     | Elecciones de 2020 | 48,22%                  | -               | 27,18%    | 3,15%     | 3,79%     | 3,15%          | -              | 1,33%          | -                        | -                        | -                        | 1%   | 3,14%  | -           | 2,89%  | -     | 6,13%    | 21,04%  |    |     |   |     |

## Resultados
| Partido        | Partido                                     | Votos     | %     | Escaños obtenidos | +/-   |
| -------------- | ------------------------------------------- | --------- | ----- | ----------------- | ----- |
|                | Sueño Georgiano                             | 1 120 053 | 53,93 | 89                | 2     |
|                | Coalición para el Cambio                    | 229 161   | 11,03 | 19                | 17    |
|                | Unidad - Movimiento Nacional                | 211 216   | 10,17 | 16                | 23    |
|                | Georgia Fuerte                              | 182 922   | 8,81  | 14                | 8     |
|                | Para Georgia                                | 161 521   | 7,78  | 12                | 12    |
|                | Nuevo Centro Político - Girchi              | 62 223    | 3,00  | 0                 | 4     |
|                | Alianza de los Patriotas de Georgia         | 50 599    | 2,44  | 0                 | 4     |
|                | Partido Laborista de Georgia                | 15 103    | 0,73  | 0                 | 1     |
|                | Cambiar Georgia                             | 12 528    | 0,60  | 0                 | Nuevo |
|                | Demócratas Europeos                         | 7 955     | 0,38  | 0                 | Nuevo |
|                | Unidad Georgiana                            | 4 500     | 0,22  | 0                 | Nuevo |
|                | Georgia Libre                               | 4 145     | 0,20  | 0                 | 0     |
|                | Partido de la Unidad y Desarrollo Georgiano | 3 892     | 0,19  | 0                 | 0     |
|                | Sakartvelo                                  | 2,780     | 0.13  | 0                 | 0     |
|                | Chven                                       | 2 593     | 0,12  | 0                 | Nuevo |
|                | Tribuna                                     | 2 483     | 0,12  | 0                 | 0     |
|                | Nuestra Georgia Unida                       | 1 845     | 0,09  | 0                 | Nuevo |
|                | Alianza de Izquierdas                       | 1 260     | 0,06  | 0                 | Nuevo |
|                |                                             |           |       |                   |       |
| Votos emitidos | Votos emitidos                              | 2 076 779 | 98,34 |                   |       |
| Votos nulos    | Votos nulos                                 | 34 974    | 1,66  |                   |       |
| Total          | Total                                       | 2 111 753 | 100   | 150               |       |
| Participación  | Participación                               | 3 508 294 | 60,19 |                   |       |

## Irregularidades
Los observadores internacionales afirmaron que "aunque la campaña electoral fue generalmente libre, las informaciones de presión sobre votantes, sobre todo funcionarios, fue constante durante la campaña".Durante la jornada electoral, constataron que la confidencialidad del voto se vio potencialmente comprometida en 24% de las mesas observadas. Además, a los observadores tuvieron "no se les proporcionó acceso a los procesos de auditoría y tuvieron un acceso limitado a documentación relacionada, lo que limitó la transparencia del proceso".
Uno de los incidentes más destacados fue cuando se tuvo que cerrar un colegio electoral en Marneuli después de que salieran a la luz imágenes de relleno de papeletas de votación, durante las cuales un observador electoral fue atacado mientras intentaba filmar el incidente. La CEC declaró que se había abierto una investigación penal y que todos los resultados que se originaran en la comisaría serían declarados inválidos. La jornada no estuvo exenta de violencia política: dos personas fueron hospitalizadas después de que los partidarios de Sueño Georgiano atacaran las oficinas del MNU. Los observadores electorales también observaron casos de intimidación de votantes y relleno de papeletas en todo el país.
El 20 de octubre, varios días antes de las elecciones parlamentarias georgianas del 26 de octubre de 2024, un empleado del Departamento de Tareas Especiales en Zugdidi informó sobre los preparativos para las elecciones. El Departamento solicitó a los empleados que proporcionaran listas de familiares y parientes clasificándolos según tuvieran mayor probabilidad de votar por Sueño Georgiano o por candidatos alternativos. Se solicitó a los empleados que entregaran físicamente al Departamento los documentos de identificación de los posibles candidatos alternativos para votar. Transparencia Internacional Georgia (TI Georgia) consideró que estas acciones eran ilegales según la ley de privacidad de la información y el derecho penal de Georgia, y como "una interferencia con la voluntad de los votantes, una violación del secreto del voto y un abuso de la autoridad oficial". TI Georgia describió la acción del Departamento como una repetición de un plan a gran escala de compra de votos documentado en su estudio de 2022 sobre elecciones anteriores.
Dos de las encuestas a pie de urna de medios afiliados a la oposición les dieron la victoria, mientras que la encuesta de GORBI calculaba una victoria de SG. Con la publicación de los resultados por la Comisión Electoral Central, que dieron la victoria a Sueño Georgiano, tanto los partidos de la oposición como la presidenta Salomé Zurabishvili rechazaron los resultados.Los partidos opositores se pusieron a recopilar pruebas y evidencias de fraude electoral y la plataforma de observación My Vote busca la anulación de alrededor de 300.000. Por su parte, la organización Europe Elects (encargada de recopilar encuestas e informar de resultados electorales), informó que "a partir de los datos públicos disponibles de la CEC de Georgia, su análisis pudo reproducir de forma independiente los indicios de fraude" basados en desviaciones de la distribución normal de porcentaje de voto que siguen las formaciones políticas con gran porcentaje de voto.
La oposición se negó a reconocer los resultados oficiales, alegando un supuesto fraude y denunció que el proceso electoral estuvo impregnado de irregularidades, denuncias que fueron apoyadas por la presidente, Salomé Zourabishvili, quien criticó las elecciones y rechazó los resultados oficiales.
La Unión Europea y varios de sus miembros como Alemania y Francia, junto a los Estados Unidos, han pedido una investigación sobre estas acusaciones, y el embajador de la UE en Georgia, Paweł Herczyński, afirmó que «los observadores internacionales no han declarado que las elecciones sean libres y justas. Tampoco han declarado lo contrario». La Comisión Europea y el Alto Representante de la Unión para Asuntos Exteriores y Política de Seguridad, Josep Borrell, pidieron a la CEC que «investigue y resuelva de manera rápida, transparente e independiente las irregularidades electorales y las denuncias correspondientes».El presidente del Consejo Europeo, Charles Michel, afirmó que las denuncias de irregularidades «deben aclararse y abordarse seriamente». Transparencia Internacional denunció varios casos de mala conducta electoral, incluida la votación no autorizada con documentos de identidad confiscados, que en parte atribuyó a la negligencia de la Comisión Electoral Central (CEC).Mientras tanto, otros países como Hungría, China y Turquía han felicitado a Sueño Georgiano por la victoria en las elecciones.El 30 de octubre, la Fiscalía de Georgia inició una investigación sobre las acusaciones de fraude electoral. 